# بخش ایفنیانسکی
بخش ایفنیانسکی (به لاتین: Ivnyansky District) یک منطقهٔ مسکونی در روسیه است که در استان بیلگاراد واقع شده‌است.